# Witold Waszczykowski

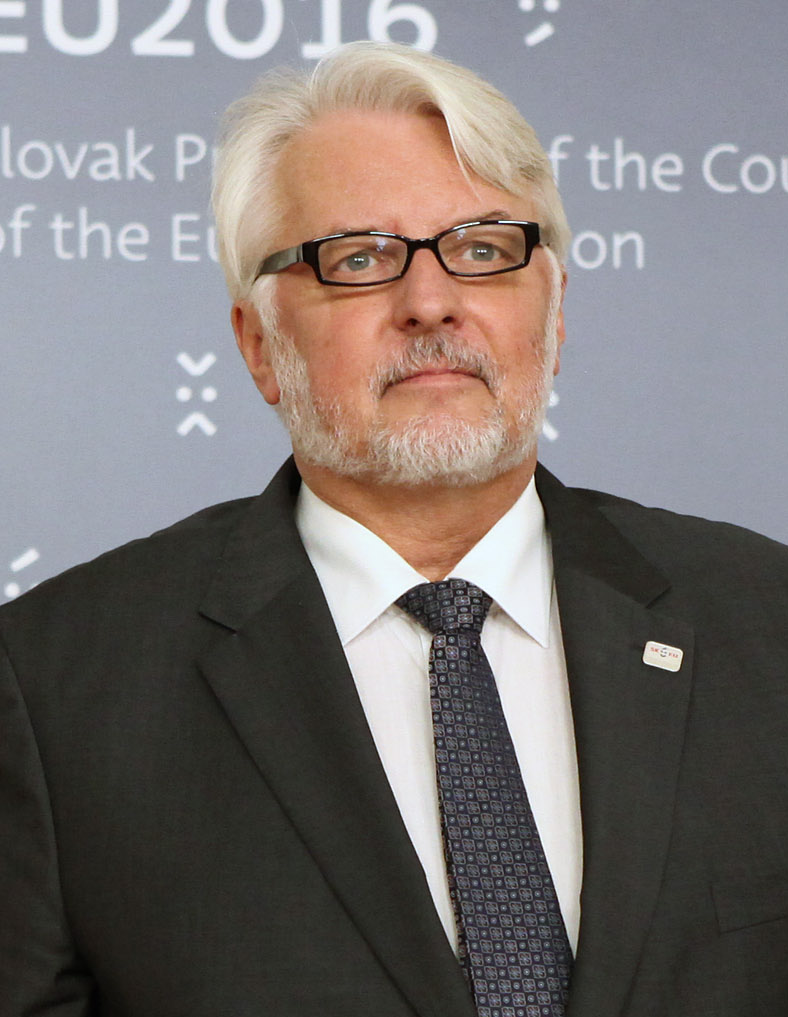
Witold Waszczykowski (2016)

Witold Jan Waszczykowski anhörenⓘ (* 5. Mai 1957 in Piotrków Trybunalski) ist ein polnischer Diplomat und Politiker (PiS). Er gehörte von 2011 bis 2019 dem Sejm in der VII. und VIII. Wahlperiode an. Von 2015 bis 2018 war er Außenminister im Kabinett Szydło bzw. im Morawiecki. Von 2019 bis 2024 war er Mitglied des Europäischen Parlaments. 

## Leben und Beruf
Waszczykowski beendete 1980 sein Magister-Studium an der Philosophisch-Historischen Fakultät der Universität Łódź, wo er danach von 1981 bis 1987 als wissenschaftlicher Assistent tätig war. Anschließend arbeitete er bis 1988 als Lehrer. Von 1989 bis 1991 absolvierte er ein Masterstudium an der Abteilung für Internationale Beziehungen der University of Oregon. Ein weiteres Aufbaustudium im Bereich internationaler Sicherheit und Rüstungskontrolle folgte 1992 bis 1993 am Genfer Zentrum für Sicherheitspolitik. Mit einer Arbeit über Die Vereinigten Staaten und die strategischen Abrüstungsverhandlungen 1919–1936 wurde er 1993 an der Universität Łódź zum Doktor der Geisteswissenschaften promoviert.
Ab 1992 war Waszczykowski Mitarbeiter des polnischen Außenministeriums, 1996 wurde er zunächst stellvertretender Direktor der Abteilung für Europäische Institutionen und wechselte dann in die Abteilung für Sicherheitspolitik. Im Jahre 1997 war er der amtierende Leiter des Verbindungsbüros Polens bei der NATO in Brüssel, dann bis 1999 stellvertretender Vertreter Polens bei der NATO. 1999 bis 2002 bekleidete er den Posten des Botschafters in Teheran, danach war er in der Abteilung für Strategie und Planung des Außenministeriums sowie als stellvertretender Direktor der Abteilung für Afrika und Nahost tätig.
Waszczykowski gab im September 2021 bekannt, dass er an Polyneuropathie leidet. Letztlich wurde ALS festgestellt. Er sitzt inzwischen im Rollstuhl. Er ist verheiratet und Vater von zwei Söhnen und einer Tochter.

## Politik
Während der ersten PiS-Regierung wurde er am 4. November 2005 zum Unterstaatssekretär im Außenministerium (unter Stefan Meller) berufen. Er leitete die Verhandlungen mit den Vereinigten Staaten über das Raketenabwehrsystem. Nach einer zwischenzeitlichen Umorientierung sowohl der US-Außenpolitik als auch der nachfolgender polnischer Regierungen (sog. Reset mit Russland nach 2010) sowie Verzögerungen bei der Ausführung wurde letztlich im Herbst 2024 ein Raketenzentrum in Redzikowo als erste ständige Basis der USA in Polen eingeweiht, auch als Reaktion auf den Angriff Russlands auf die benachbarte Ukraine.
Seinen Posten behielt Waszczykowski zunächst auch nach dem Regierungswechsel im November 2007 unter dem PO-Außenminister Radosław Sikorski. Ministerpräsident Donald Tusk (PO) entließ Waszczykowski jedoch am 11. August 2008 aus seinem Amt im Außenministerium und warf ihm mangelnde Loyalität vor.
Am 27. August 2008 berief ihn Staatspräsident Lech Kaczyński zum Stellvertreter des Chefs des Büros für Nationale Sicherheit (das dem Staatsoberhaupt und nicht dem Ministerpräsidenten untersteht). Nach dem Unfalltod Kaczyńskis und der Wahl Bronisław Komorowskis (PO) zum neuen Staatspräsidenten trat Waszczykowski am 6. Juli 2010 von dem Amt zurück.

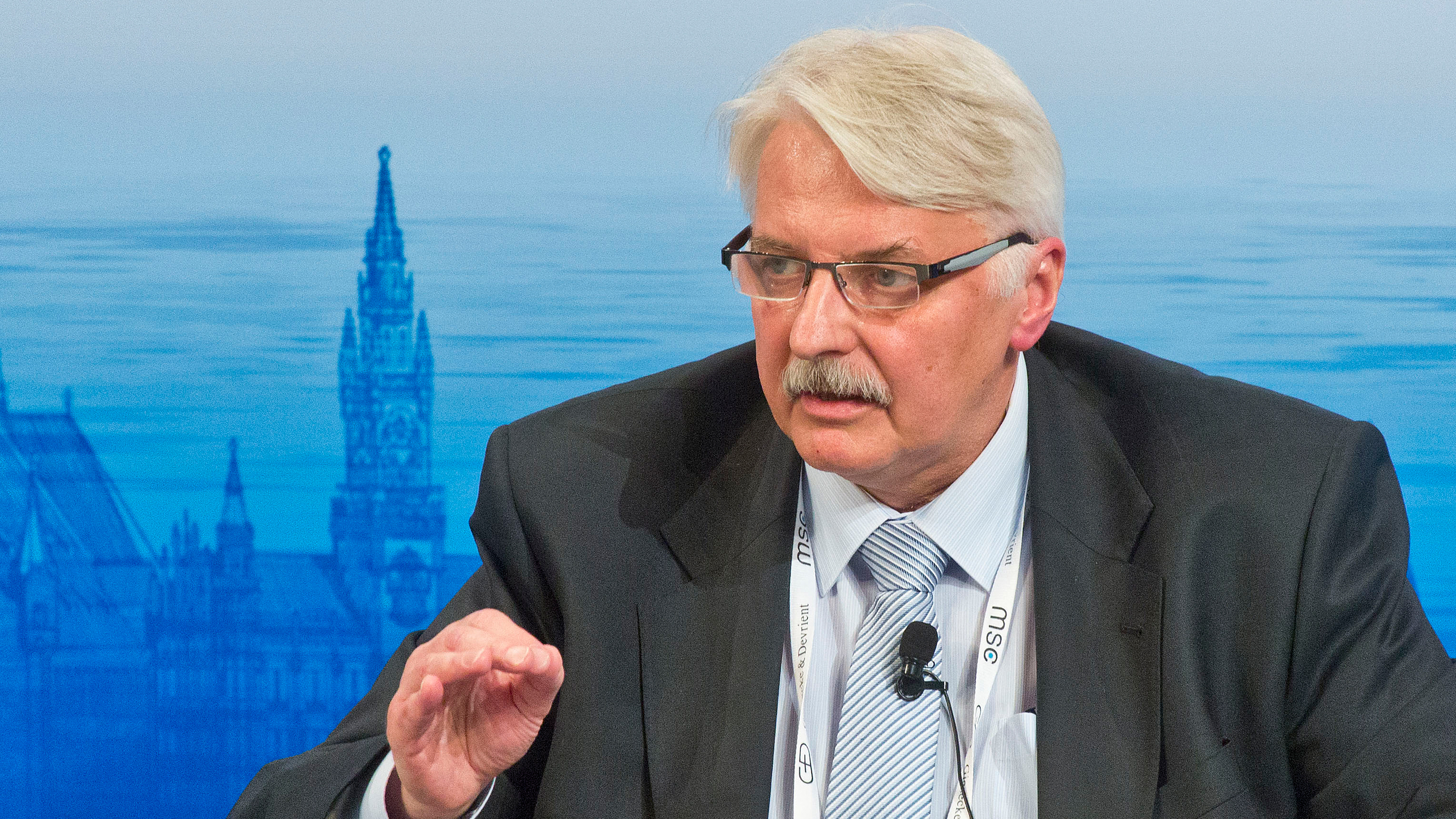
Waszczykowski während der 52. Münchner Sicherheitskonferenz 2016

Bei den Kommunalwahlen im November 2010 bewarb er sich als Kandidat der PiS für das Amt des Stadtpräsidenten (Oberbürgermeister) von Łódź. Mit 15,5 Prozent der Stimmen kam er auf den vierten Platz und schied im ersten Wahlgang aus. Bei den Parlamentswahlen 2011 wurde er zum Sejm-Abgeordneten gewählt und trat im November 2011 auch der Prawo i Sprawiedliwość (PiS) bei. Er bewarb sich erfolglos bei der Europawahl in Polen 2014.
Bei den Parlamentswahlen 2015 wurde er wieder zum Sejm-Abgeordneten gewählt. Nach der Vereidigung der neuen Regierung übernahm er am 16. November 2015 den Posten des Außenministers in der Regierung von Beata Szydło.
In Waszczykowskis Amtszeit fiel das zerrüttete Verhältnis mit der Europäischen Union. Kritiker bemängelten seine aggressive Rhetorik. Im Januar 2018 wurde er vom neuen Ministerpräsidenten Mateusz Morawiecki entlassen und durch Jacek Czaputowicz ersetzt. Die Personaländerungen wurden als Signal Polens gewertet, einen eher mäßigenden Kurs gegenüber der EU einzuschlagen.
Bei der Europawahl 2019 wurde Waszczykowski über die PiS-Liste ins EU-Parlament gewählt. Er wurde stellvertretender Vorsitzender des Ausschusses für auswärtige Angelegenheiten und Vorsitzender der Delegation im Parlamentarischen Assoziationsausschuss EU-Ukraine. Außerdem gehörte er dem Unterausschuss für Sicherheit und Verteidigung an und war Delegierter in der Parlamentarischen Versammlung EURO-NEST. Bei den Europawahlen 2024 kandidierte er ein weiteres Mal auf der Liste der PiS, konnte aber sein Brüsseler Mandat nicht verteidigen.

## Politische Positionen

### Außen- und Sicherheitspolitik
Waszczykowski tritt für die Stationierung von Bodentruppen der NATO in Polen ein. Zur Begründung führte er das durch die russischen Angriffe auf die  Ukraine veränderte Sicherheitsumfeld an.

### Europapolitik
In einem Gastbeitrag für die Frankfurter Allgemeine Zeitung nannte er die geplante Gaspipeline Nord Stream 2 einen Streitpunkt in den deutsch-polnischen Beziehungen und kritisierte sie als Projekt eines „egoistischen Partikularismus“, der in der Energiepolitik der Europäischen Union überwunden werden müsse.

### Medienpolitik
In Bezug auf die Reform der polnischen Medien verteidigte Waszczykowski das Vorhaben mit den Worten: „Als müsse sich die Welt nach marxistischem Vorbild automatisch in nur eine Richtung bewegen – zu einem neuen Mix von Kulturen und Rassen, eine Welt aus Radfahrern und Vegetariern, die nur noch auf erneuerbare Energien setzen und gegen jede Form der Religion kämpfen. Das hat mit traditionellen polnischen Werten nichts mehr zu tun.“ Ebenso sagte er, dass die Reform den Staat „von einigen Krankheiten heilen“ würde.

## Ehrungen
- 2009 Großoffizier des rumänischen Verdienstordens[21]
- 2024 Kommandeurskreuz mit Stern des Ordens Polonia Restituta[22]

## Trivia
Internationale Medienpräsenz erfuhr der Außenminister nach einer Pressekonferenz, in der er über die Bestrebungen Polens zum Nichtständigen Mitglied des UN-Sicherheitsrates für die Periode 2018–2019 sprach. Zur Unterstützung habe er unter anderem in dem fiktiven Land „San Escobar“ geworben, ließ später aber verlautbaren, es sei ihm eigentlich um St. Kitts und Nevis (Spanisch: San Cristóbal y Nieves) gegangen. Die Aussage fand ein großes, zumeist hämisches Echo in der Netzgemeinde und in internationalen Medien. In der Folge wurde in Świdnica ein Bierhaus mit dem Namen „Ambasada San EscoBAR“ eröffnet und von Internetnutzern eine fiktive Flagge für „San Escobar“ entworfen.

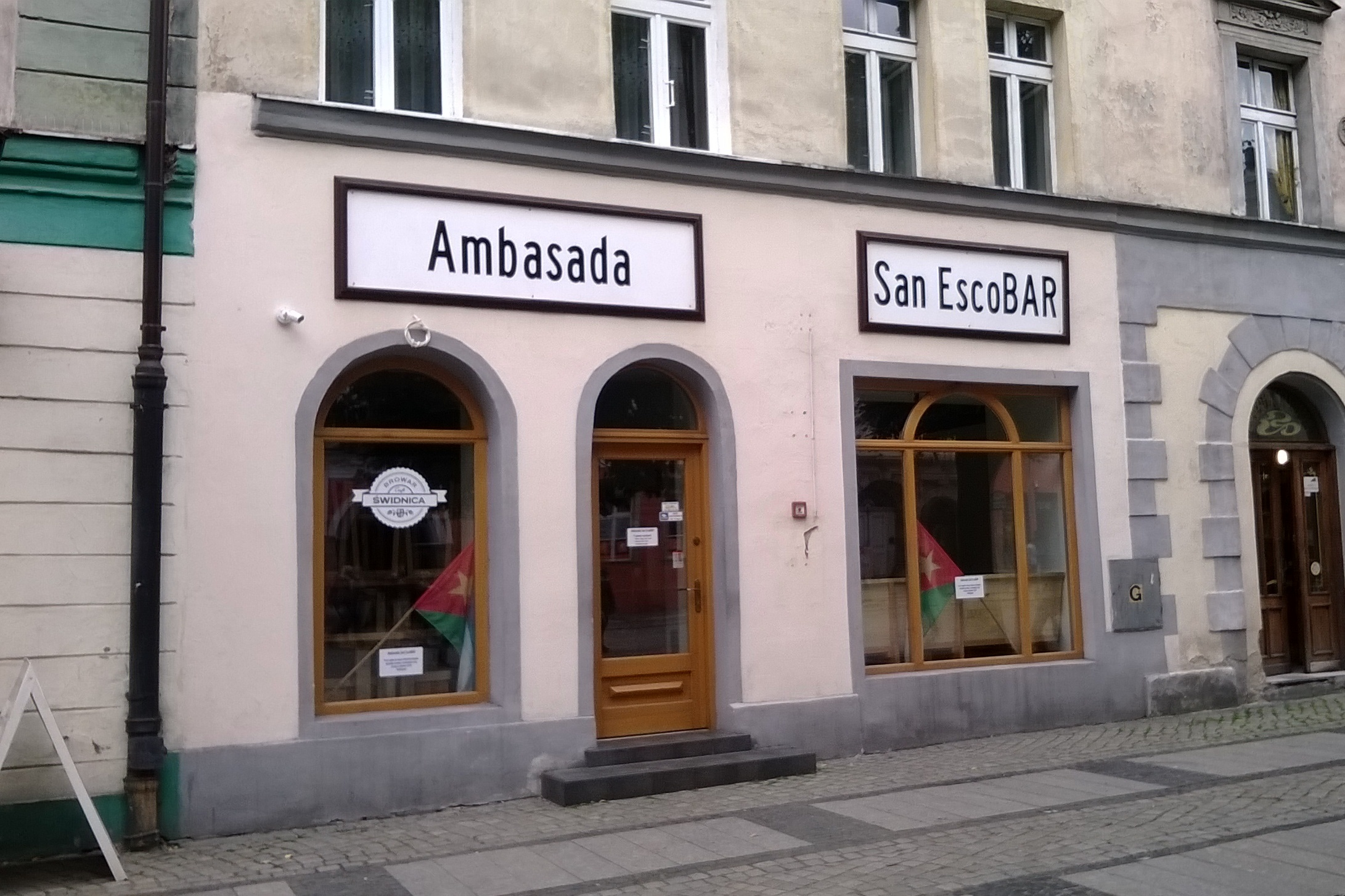
„Ambasada San EscoBAR“ in Świdnica
Fiktive Flagge